# Октопуси
„Октопуси“ (1983) е тринадесетият филм от кино-поредицата за Джеймс Бонд. Филмът е режисиран от Джон Глен и е предпоследният филм на Роджър Мур в ролята на британския таен агент. В сценария на филма са използвани сцени от произведенията на Иън Флеминг „Октопуси“ и „Собственост на дама“.

## Сюжет
Внимание:  Текстът по-долу разкрива сюжета на произведението (или части от него)!
Британското разузнаване започва разследване на търговията на аукциона „Кристис“ с фалшиви бижута, както се твърди, направени от Фаберже. Джеймс Бонд е натоварени със задачата да следи Камал Хан, бизнесмен и авантюрист от Индия. Скоро става ясно, че Камал Хан помага някой си Октопуси, ръководител на престъпно сдружение, съставено изключително от жени.
Запознавайки се с Октопуси, Джеймс Бонд открива, че незаконната търговия с бижута е просто за прикриване на ужасния план съветския генерал Орлов, командир на групата на Съветската армия в ГДР. В лудото си желание да започне война с НАТО и да се възползва от Западна Европа, генералът, с помощта на Камал Хан, подготвя чудовищна провокация с ядрено оръжие…

## В ролите
| Актьор                     | Роля                                                                                            |
| -------------------------- | ----------------------------------------------------------------------------------------------- |
| Роджър Мур                 | Джеймс Бонд                                                                                     |
| Мод Адамс                  | Октопуси, ръководител на престъпно сдружение, съставено от жени                                 |
| Луи Журдан                 | Камал Хан, криминален бизнесмен от Индия                                                        |
| Кабир Беди                 | Гобинда, бодигард на Камал Хан                                                                  |
| Стивън Беркоф              | генерал Орлов, командир на Съветската армия в ГДР                                               |
| Робърт Браун               | „М“, шефът на МИ-6                                                                              |
| Лоис Максуел               | мис Мънипени, секретарка на „М“                                                                 |
| Мишел Клавел               | мис Пенелопа Смалбон, асистентка на мис Мънипени                                                |
| Десмонд Левелин            | „Q“, началник на технически отдел на МИ-6, създател на много невероятни устройства за агент 007 |
| Виджай Амритрадж           | Виджай, агент на МИ-6 в Индия                                                                   |
| Джефри Кин                 | Фредерик Грей, министър на отбраната на Обединеното кралство                                    |
| Пол Хардвиг                | „Другаря председател“, ръководител на СССР                                                      |
| Уолтър Готъл               | генерал Гогол, ръководител на КГБ                                                               |
| Давид Мейър и Антони Мейър | „Гришка“ и „Мишка“, хвърлячи на ножове                                                          |

## Музика на филма
Саундтракът към филма е написан от композитора Джон Бари. „Главната“ песен изпълнява американската певица Рита Кулидж. Тя е една от шестте „главни“ песни на бондиана, чието заглавие не съвпада със заглавието на филма. Песента „All Time High“ е много красива и популярна, и достигна в класацията „Billboard Hot 100“ до 36-о място.

## Интересни факти
- Героят „Другаря председател“ представлява пародия на Леонид Брежнев.
- Във филма ролята на „М“ се изпълнява за първи път от Робърт Браун, след като актьорът Бърнард Ли умира през 1981 година.
- За снимките е използвано истинско бижу, създадено от Фаберже през 1897 г. – „Коронованото яйце“.
- Това е вторият филм на „бондиана“, в който участва актрисата Мод Адамс. Преди това тя играе във филма Мъжът със златния пистолет.
- Актьорът Виджай Амритрадж, който играе във филма агент на МИ-6 от Индия и змиеукротител, реално панически се страхува от тях, тъй като е много наранен по време на снимките.

1. ↑  www.the-numbers.com //   Посетен на 6 май 2023 г.